# Selina Hastings (écrivaine)
Selina Shirley Hastings (née le 5 mars 1945) est une journaliste, auteur et biographe britannique.

## Biographie
Fille aînée de Francis, 16e comte de Huntingdon, issu de son second mariage avec Margaret Lane. Elle fait ses études au St Hugh's College d'Oxford, où elle obtient une maîtrise.
Elle écrit plusieurs livres, dont Sir Gawain and the Loathly Lady (1985), Nancy Mitford (1986), The Singing Ringing Tree, Man Who Wanted to Live Forever (tous deux de 1988), The Firebird, Evelyn Waugh (tous deux de 1995), Beibl Lliw Y Plant (1998), Rosamond Lehmann (2002) et The Secret Lives of Somerset Maugham (2010). Elle reçoit le prix Marsh de la Biographie.
Dans une critique de Nancy Mitford pour le New York Times, William McBrien remet en question la documentation éparse de Hastings sur certains faits présentés dans le livre. Il salue le livre pour sa description de cette période historique. Evelyn Waugh fait l'objet d'une recension dans le New York Times, le Guardian et le Spectator,,. Rosamond Lehmann est commenté dans The Guardian et The Daily Telegraph,. The Secret Lives of Somerset Maugham est commenté dans le New York Times, le Guardian, le Washington Post et le Los Angeles Times,,,.
Hastings est élue membre de la Royal Society of Literature (FRSL) en 1994.